# LeSean McCoy
LeSean Kamel McCoy (ur. 12 lipca 1988 w Harrisburg) – amerykański zawodnik futbolu amerykańskiego, występujący na pozycji running back. W rozgrywkach akademickich NCAA występował w drużynie University of Pittsburgh.
W roku 2009 przystąpił do draftu NFL. Został wybrany w drugiej rundzie (53. wybór) przez zespół Philadelphia Eagles. W drużynie z Pensylwanii występuje do tej pory.
W sezonie 2011 został wybrany do meczu gwiazd Pro Bowl oraz do najlepszej drużyny ligi All-Pro.